# Ogden River
Der Ogden River ist ein mit seinen Quellflüssen etwa 56 Kilometer langer Fluss im Weber County im Bundesstaat Utah der Vereinigten Staaten.

## Beschreibung
Die drei Quellflüsse des Ogden Rivers (North Fork, Middle Fork und South Fork Ogden River) beginnen in der Wasatchkette im Weber County und treffen sich am Pineview Reservoir in der Nähe von Huntsville. Der Fluss fließt dann südwestlich durch den Ogden Canyon, durch die Stadt Ogden, bevor er an der Grenze zwischen West Haven und Marriott-Slaterville in den Weber River mündet. Vom Staudamm bis zu seiner Mündung in den Weber River hat der eigentliche Ogden River eine Länge von etwa 16 km (10 Meilen).
Der Ogden River ist älter als die Wasatchkette. Als die Berge in den letzten 15 Millionen Jahren an der Wasatch-Verwerfung langsam anstiegen, konnte der Fluss die Landschaft durchqueren, indem er den Ogden Canyon schuf, ein etwa 9,7 Kilometer langer Canyon mit einer Reihe kleinerer Seitenschluchten. Am westlichen Ende des Ogden Canyons liegt die Stadt Ogden und am östlichen Ende der Pineview Dam.
Der Ogden River wurde nach dem Pelzhändler Peter Skene Ogden aus dem 19. Jahrhundert benannt. Seit Anfang des 20. Jahrhunderts dient er als Wasserquelle für Bewässerung. Der Pineview-Staudamm wurde 1937 als Teil einer Reihe von Projekten des Bureau of Reclamation im Rahmen des Ogden River-Projekts abgeschlossen. Dieses hat zum Ziel, 25.000 Acre (100 km²) Land in der Nähe durch Bewässerung zu versorgen. Weitere verwandte Projekte sind der Ogden-Brigham-Kanal, der den Fluss mit Brigham City im Norden verbindet, der rekonstruierte Ogden Canyon Conduit und der South Ogden Highline Kanal.